# Portsmouth (Dominica)
Portsmouth è una città dominicense di poco meno di 3.000 abitanti, ed è la seconda più grande città della Dominica. Nel 1760 stava per diventare capitale dello Stato, ma complice l'epidemia di malaria in quell'anno, gli fu preferita Roseau.
È localizzata nella parte settentrionale dell'isola, affacciata sul mar dei Caraibi, e dotata di un proprio porto.
Sull'isola è presente una università, la The Ross University School of Medicine, che ospita più di 1.000 studenti dal Nord America. Una parte dell'economia cittadina è infatti basata sugli affitti di case studentesche, specialmente da parte delle persone più abbienti.
Il sabato, presso il paese è presente un pittoresco mercato del pesce fresco.